# Beorn leggi
Beorn leggi — викопний вид тихоходів ряду Parachaela, що існував у пізній крейді (72 млн років тому). Виявлений у шматку бурштину, що знайдений у 1940 році на березі озера Сідар, розташованого неподалік від витоку річки Саскачеван, на південний схід від міста Де-Па в провінції Манітоба в Канада.

## Історія відкриття

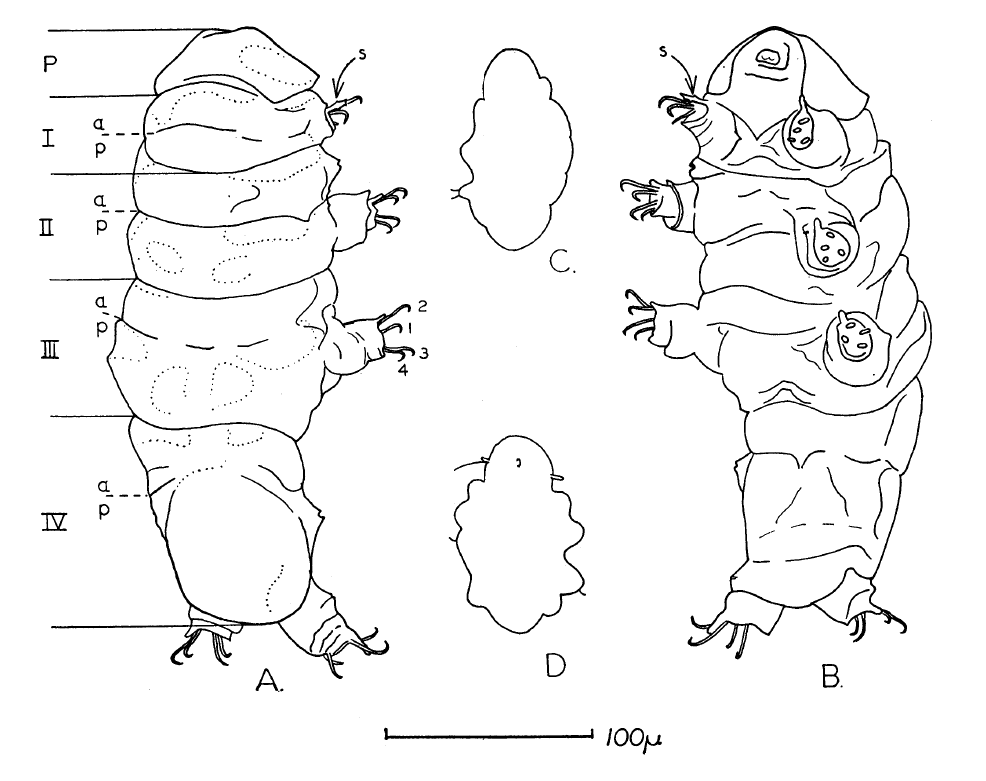

Вид був описаний у 1964 році Кеннетом В. Купером. Типовий зразок зберігається в Музеї порівняльної зоології Гарвардського університету. Родова назва Beorn дана на честь однойменного персонажу із дитячої книги Дж . Р. Р. Толкіна «Гоббіт», який може з'являтися як в образі людини, так і в образі ведмедя. Видовий епітет leggi вшановує студента Вільяма М. Легга, який влітку 1940 року зібрав велику колекцію бурштину, в якій також був знайдений екземпляр тихохода. Він помер у 1953 році, перш ніж закінчити аспірантуру в Принстонському університеті.

## Опис
Єдина відома особина закрита у шматку бурштину медового кольору, розміром 7х6х3 мм. Сама тварина має 0,3 міліметра в довжину і 0,08 міліметра в ширину. Як і у сучасних тихоходок, циліндричне тіло сплющене з черевної сторони. Зовнішня шкіра (кутикула) гладка, регіонально дещо потовщена на спині, але не затверділа в панцирні пластини (склерити), так що вид можна зарахувати до «голих» тихоходок. Всього чотири борозни проходять по всьому тілу під прямим кутом до поздовжньої осі тіла (поперечної), поділяючи його на п'ять поверхневих областей.